# Tahuamanufloden
Tahuamanufloden (spanska: Río Tahuamanu) är ett vattendrag i Bolivia, på gränsen till Peru. Det ligger i den norra delen av landet, 900 km norr om huvudstaden Sucre.
I omgivningarna runt Río Tahuamanu växer i huvudsak städsegrön lövskog. Trakten runt Río Tahuamanu är nära nog obefolkad, med mindre än två invånare per kvadratkilometer.